# Semela Ridge
Semela Ridge (englisch; bulgarisch пид Семела pid Semela) ist ein in ost-westlicher Ausrichtung 8,5 km langer, 3,2 km breiter und bis zu 2000 m hoher Gebirgskamm an der Loubet-Küste des Grahamlands auf der Antarktischen Halbinsel. Als Teil der westlichen Ausläufer des Bruce-Plateaus ragt er 18,7 km nördlich des Bacharach-Nunataks, 11,2 km ostnordöstlich des Mount Bain, 14,58 km südlich des Purmerul Peak und 10,8 km westlich des Slessor Peak auf. Seine steilen Süd-, West- und Nordhänge sind teilweise unvereist. Der Erskine-Gletscher liegt südlich und westlich von ihm, der Byway-Gletscher nördlich.
Britische Wissenschaftler kartierten ihn 1976. Die bulgarische Kommission für Antarktische Geographische Namen benannte ihn 2014 nach der thrakischen Gottheit Semela.